# Острів Норфолк (аеропорт)
Аеропорт острову Норфолк (IATA: NLK, ICAO: YSNF) — єдиний аеропорт на острові Норфолк, зовнішньої території Австралії. Острів розташований у Тихому океані між Австралією, Новою Зеландією та Новою Каледонією. Аеропорт знаходиться у веденні адміністрації острова Норфолк, і знаходиться на західній стороні острова.